# Auf freiem Fuß
Auf freiem Fuß ist ein 1975 erschienener Entwicklungsroman des Autors Gernot Wolfgruber. Die Geschichte handelt von einem Lehrling, der durch ungünstige Umstände und falschen Bekanntschaften immer mehr auf die schiefe Bahn gerät.

## Inhalt
Ein fünfzehnjähriger Junge wächst ohne Vater im Österreich der Nachkriegszeit auf. Da alle in seiner Familie Lehrlinge waren, muss auch er eine Lehre beginnen. Auf Grund seines Interesses an Chemie entscheidet er sich für einen Lehrplatz in einer Textilfabrik. Doch schon bald muss der Junge erkennen, dass diese Stelle überhaupt nicht seinen Vorstellungen entspricht: Die Arbeit ist langweilig und er hat Probleme mit seinen Vorgesetzten. Er sucht Gründe für einen Krankenstand und kündigt, als er diesen beenden muss.
Da ihm Popmusik gefällt, möchte der Junge nun Sänger werden. Sein Onkel verhilft ihm zum Vorsingen bei einem Orchester, doch anstatt Sänger zu werden, wird ihm ein neuer Lehrplatz in einer Glasfabrik vermittelt. Während er dort arbeitet, wohnt der junge Mann bei seiner Tante und seinem Onkel. In der Nachbarschaft wohnt ein Junge namens Franky, der ebenfalls in der Glasfabrik arbeitet. Aufgrund Frankys lässiger Art freundet sich der Fünfzehnjährige mit ihm an und lernt dessen Freund Walter kennen, der sich für einen Agenten hält. Als Franky in eine andere Werkstatt versetzt wird, beginnt der Junge sich wieder auf seinem Arbeitsplatz zu langweilen. Er verletzt sich selbst, geht in den Krankenstand und kündigt nach einem Streit mit seinen Vorgesetzten.
Wieder arbeitslos, zieht der Junge zu seiner Mutter zurück. Da er nun viel Zeit hat, geht er oft ins Kino. Er sieht unter anderem einen Film über eine Gangsterbande, der ihn sehr beeinflusst. So beginnt er mit seinem Freund Bruno Pläne für eine eigene Bande zu schmieden. Dann eröffnet in seinem Heimatort eine Bar, die er zusammen mit seinen Freunden oft besucht. Um Eindruck zu schinden, ruiniert er auf dem Nachhauseweg eine Statue. Es erfüllt ihn mit Stolz, dass von dieser „Heldentat“ auch in den Zeitungen berichtet wird.
In der Zwischenzeit hat die Mutter ihrem Sohn gegen seinen Willen einen neuen Ausbildungsplatz als Schriftsetzer beschafft. Auch dort gefällt es dem jungen Mann nicht und er kann seinen Ausbilder, Herrn Reisinger, nicht leiden. Das geht so weit, dass er beschließt, Reisinger zu vergiften, doch schließlich traut er sich doch nicht.
Unterdessen lernt er, als er bei einem Mädchen namens Renate auf Besuch ist, Werner, den Freund von Renates Schwester kennen. Immer öfter trifft der Lehrling sich nun mit Werner und dessen Freund, Günther. Zusammen machen sie ein paar kleinere Einbrüche, aber nur wegen des Nervenkitzels. Schließlich werden sie zu einer richtigen Bande, als deren Führer sich der Junge fühlt. Er hält auch nichts mehr von sinnlosen Einbrüchen, er will, dass sich das Risiko lohnt. Dann lernt er auf einer Feier bei einem von Günthers Freunden Hanni kennen. Er verliebt sich in das Mädchen und möchte sogar mit dem Einbrechen aufhören und beginnt Geld zu sparen, damit er Hanni ausführen kann, wenn sie das nächste Mal aus Wien kommt. Da Werner und Günther aber nicht, wie sie es ursprünglich vorgehabt haben, nach Wien ziehen, kann er nicht mehr abspringen, beteiligt sich aber nur mehr an „kleineren“ Delikten. Trotzdem wird er erwischt und muss für ein halbes Jahr in Untersuchungshaft. Als er entlassen wird, ist der Junge absolut verunsichert. Er glaubt, jeder würde sofort erkennen, dass er im Gefängnis war.

## Ausgaben
- Auf freiem Fuß, Residenz, Salzburg 1975 [Erstausgabe].
- Auf freiem Fuß, Jung und Jung, Salzburg 2009.